# Xã Jackson, Quận Champaign, Ohio
Xã Jackson (tiếng Anh: Jackson Township) là một xã thuộc quận Champaign, tiểu bang Ohio, Hoa Kỳ. Năm 2010, dân số của xã này là 2.644 người.